# Рекуша
Рекуша — деревня в Сандовском муниципальном округе Тверской области России.

## География
Деревня находится в 7 км на юго-запад от центра муниципального округа посёлка Сандово, в 0,5 км на восток расположен погост Дубровка. 

## История
В 1860 году на погосте Дубровка близ деревни была построена каменная Митрофановская церковь, метрические книги с 1800 года. 
В конце XIX — начале XX века деревня с погостом Дубровка входили в состав Лукинской волости Весьегонского уезда Тверской губернии. 
С 1929 года деревня Рекуша входила в состав Сушигорицкого сельсовета Сандовского района Бежецкого округа Московской области, с 1935 года — в составе Калининской области, с 1954 года — в составе Топалковского сельсовета, с 2005 года — в составе Большемалинского сельского поселения, с 2020 года — в составе Сандовского муниципального округа. 

## Население
| 1859 | 1889 | 2010 |
| ---- | ---- | ---- |
| 41   | ↗61  | ↘1   |

## Достопримечательности
На погосте Дубровка близ деревни расположена недействующая Церковь Митрофана Воронежского (1860).